# ВЕС Blyth Offshore Demonstrator Project
ВЕС Blyth Offshore Demonstrator Project – британська вітроелектростанція в Північному морі біля узбережжя Англії. 
Місце для розміщення станції обрали на відстані 6,5 км від узбережжя Нортумберленду. В 2000 році неподалік, хоча й значно ближче до берега, спорудили першу британську експериментальну ВЕС Бліт. На початку 2010-х вирішили продовжити використання району для випробовування технологій офшорної вітроенергетики. Спершу в 2012-му судно MPI Adventure встановило тут метеорологічний вимірювальний пост, а в липні 2017-го розпочався основний етап будівництва.  
Для проекту обрали іноваційний тип гравітаційних фундаментів, які до затоплення на місці будівництва мали позитивну плавучість. Ці споруди висотою 60 метрів, на кожну з яких пішло 1800 м3 бетону, буксирували по річці Тайн та далі по морю до місця розташування ВЕС. Після встановлення на позицію в районі з глибинами близько 50 метрів та баластування вага основ досягала 15000 тонн. У вересні 2017-го спеціалізоване судно Vole Au Vent змонтувало на них башти висотою 110 метрів та вітрові турбіни данської компанії Vestas типу V164/8000 з діаметром ротора 164 метри та одиничною потужністю 8,3 МВт. 
Ще однією особливістю станції стала напруга з’єднуючих кабелів – 66 кВ, що було вдвічі вище за стандартний показник. Їх прокладання, так само як і роботи на експортній лінії, здійснило судно Ndurance. Загальна довжина офшорних ліній складає 11 км, а після виходу на суходіл починається наземна ділянка довжиною 1,5 км
Проект реалізував французький енергетичний концерн EDF.